# Сибірські новели
«Сибірські новели» — цикл новел Бориса Антоненка-Давидовича.
У 1956 році Бориса Антоненка-Давидовича була реабілітовано. 1957 року він зміг повернутися до Києва та літературної праці. "Сибірські новели" є прикладом творів автора його літературної творчості після реабілітації. Новели було написано в 1970-их — початку 1980-их років.
Вперше "Сибірські новели" було опубліковано вже після смерті автора — у 1989 році.

## Перелік новел
Перелік новел, які належать до циклу, є дискусійним питанням серед літераторів, оскільки складно відділити їх від інших тематично споріднених оповідань автора. Перше видання, яке вийшло 1989 року, містило 16 творів, об'єднаних під назвою "Сибірські новели". Видання творів 1999 року містило 11 новел. Видання творів Бориса Антоненка-Давидовича 2005 року в рамках Бібліотеки Шевченківського комітету містить 9 новел. Видання 2012 року видавництва Фоліо містить 16 новел, оскільки надруковане за виданням 1989 року.
Перелік новел нижче вказано згідно з виданням 2012 року. В дужках час написання новели, вказаний автором.
- Чистка
- Іван Євграфович більше не належить собі (листопад 1980)
- Де подівся Леваневський
- Протеже дяді Васі
- Що таке істина?
- Хто такий Ісус Христос? (серпень 1972)
- "Кінний міліціонер"
- Три чечени (1983)
- Сізо (1975)
- Зустрілися
- Усе може бути (24 квітня 1971)
- Зустрічі на довгій дорозі
- "Криса" і М'яло
- Шурабуря (вересень 1980 - липень 1981)
- Кустар-одиночка (1981)
- Хай спиниться чудова мить! (12 травня 1978)

## Видання
- Смерть. Сибірські новели. Завищені оцінки. — К., Радянський письменник, 1989. — 557 с.  [Архівовано 6 липня 2020 у Wayback Machine.]
- Сибірські новели. Тюремні вірші. — Смолоскип, 1990. — 310 с.  [Архівовано 26 лютого 2021 у Wayback Machine.]
- Смерть. Сибірські новели. Завищені оцінки. - «Видавництво гуманітарної літератури», м. Київ, 2005 р., 559 с. ISBN 966-96500-3-8 (Серія видань “Бібліотека Шевченківського комітету”)
- Смерть. Сибірські новели. (Харків: Фоліо, 2012) ISBN 978-966-03-4954-4
- Смерть. Сибірські новели. (Харків: Фоліо, 2021) ISBN 978-966-03-9672-2